# Абмаев, Антон Сергеевич
Антон Сергеевич Абмаев (род. 4 июня 1986, Благовещенск, Амурская область, РСФСР, СССР) — российский самбист, бронзовый призёр чемпионатов России, обладатель Кубка России, мастер спорта России. Боец смешанных единоборств. Выступал в первой полусредней весовой категории (до 68 кг). Участвовал в эстафете олимпийского огня 2014 года. Студент Благовещенского государственного педагогического университета.

## Спортивные результаты
- Чемпионат России по самбо 2013 года — ;
- Турнир памяти пограничников-дальневосточников (2016 год, Хабаровск) — [3];
- Чемпионат России по пляжному самбо 2021 года — ;

## Статистика боёв
| Результат | Рекорд | Соперник        | Способ                  | Турнир                  | Дата                | Раунд | Время | Место                | Примечание |
| --------- | ------ | --------------- | ----------------------- | ----------------------- | ------------------- | ----- | ----- | -------------------- | ---------- |
| Победа    | 1-0    | Рамазан Нуренов | Сабмишном (рычаг локтя) | FEFoMP - Amur Challenge | 16 апреля 2011 года | 2     | 1:05  | Благовещенск, Россия |            |